# おしえて! ギャル子ちゃん
『おしえて！ ギャル子ちゃん』（おしえて ギャルこちゃん）は、鈴木健也による日本の漫画作品。WEBサイト『ComicWalker』（KADOKAWA）にて2014年6月27日から連載された。2021年12月24日から連載休止となっている。
雑誌『スケールアヴィエーション』（大日本絵画）にも番外編「映画もおしえて！ギャル子ちゃん」が連載中（2015年1月号〜）。
ギャル、オタク、令嬢の女子高生3人が織り成す日常漫画。教室内で女子の諸事情や普段の日常生活、細かいところなど、ガールズトークを繰り広げる話が大半を占め、クラスメイトの男子とも絡み、趣味などで話が盛り上がるほか、出かけた先で周囲の人物との会話も繰り広げる交友・トークシーンが多く盛り込まれている。基本的に1話完結方式で物語が進み、サブタイトルも「○○って本当ですか？」という決まり文句になっている。

## あらすじ
ギャル風の女子高生・ギャル子、オタク風の女子高生・オタ子、令嬢風の女子高生・お嬢の3人は、あらゆる場所でガールズトークを繰り広げたり、クラスメイトや周辺の人物たちともちょっとした会話でも盛り上がる日々を送っていく。

## 登場人物
ギャル子たちの担任教師であるアベセンなどを除き、登場人物の名前はすべてその人の外見や性格上の特徴を捉えて呼称されている、もしくは自分で名乗るなどしているため、本名は不明。原作ではギャル子たちの高校名、年齢、学齢等に関しても不明だが、アニメ版によると「県立高嶺高校 」の2年生とある。

### 主要人物

#### ギャル子グループ
本作の中心人物たちで、彼女らが物語を進める役割を持つ。
ギャル子
声 - 和氣あず未
本作の主人公。その名の通り、ギャル風の女子高生。爆乳で巨尻のナイスバディを誇るが陥没乳首らしい。料理が得意。猫舌。八重歯がある。便秘症。朗読が上手なことから演劇部の先輩から文化祭でのナレーションを依頼された。遅刻魔。胸が邪魔になる体育は不得意。肩幅が広いとの理由で男物のシャツを着ている（このことに関して第24話でチャラ男が気付いたが、実は第1巻の序幕から着ている）。自らは耳にピアスしているが、舌ピアス画像を怖がっているものの、内心は興味がある。家族は両親と姉の4人家族。自称「やや毒舌」だが、その意味を「少々言葉遣いが悪い」と解釈しており、実際にはクラスの人気者である。親友のオタ子、お嬢と常に3人でガールズトークを繰り広げていることが多いが、クラスメイトの男子とも絡むことも多い。遅刻の常習犯にしてギャル的な外見でもあるため、周囲からは「遊んでる」「ビッチ」などと言われたり思われたりすることも少なくないが、見た目とは違って本人はいたって純情な処女である。また、結構親切で優しく常識派で、序幕でチャラ男のカレーうどんの染み抜きをしたり、第21話で委員長の割れ爪を治したり、第22話でボム男の寝癖を直したり、第15話、第39話でクセ太の母親・親族への反応を指摘したりしている。
「Hカップ巨乳の激カワ黒ギャル」というギャル子に似たAV女優がいるが、臍ピアスの有無で彼女でないことが判明。もちろんギャル子姉でもない。
オタ子
声 - 富田美憂
ギャル子の親友で、眼鏡をかけ、ボサボサで前髪を切りそろえたショートヘア、小柄な体型、そばかすが特徴の女子高生。ギャル子と出会った当初は彼女に暴言を吐いていたが、あることをきっかけに親友となった。それ以降、ギャル子を弄ることが趣味になっている。大学生の兄がいる。両親は共働き。眼鏡を外すと弱くなる。
お嬢
声 - 高橋未奈美
ギャル子の親友。ロングストレートヘアに制服を調えて着ている女子高生。天然系お嬢様。運動神経が良い。マッサージが上手で母に喜ばれており、学校でもギャル子とオタ子の肩を揉んでやると、快感で奇声をあげた。ギャル子とオタ子が親友になった場面を偶然見て「ど感動」したため、彼女の友人の輪に加わる。ギャル子とオタ子が話し合っているとき、その話題に乗って会話することが多い。ピアノを大叔母の教室で習っており、その発表会に毎年出ている。2年生の時に編入してきた。

#### チャラ男グループ
ギャル子たちの次に登場回数が多い。
チャラ男
声 - 櫻井孝宏
本作の男子側の主人公的な存在。ギャル子同様、気さくで明るいクラスの人気者。独身で同人作家の姉がいる。その名のとおり、金髪のクシャ毛とカーディガンにネクタイを緩めたチャラい外見が特徴。あだ名はスポ男、オタ男から付けられ、よく彼らと行動しておりその中心的存在。軽音楽部でベースとボーカルを担当。ギャル子とは小学生からの付き合いで、昔、ギャル子にカンチョーをして指を骨折し救急車で運ばれたという弱みを握られている。中学生の後輩と付き合っているが、ギャル子のことも気になっている。
スポ男
声 - 小野大輔
チャラ男の悪友。その名の通り、スポーツ刈り（「五分刈り」ではなく「七分刈り」）とそばかすが特徴のクラス一の長身の少年。野球部でレギュラー。口数が少なく純情な性格。あだ名は自分で名乗った。
オタ男
声 - 松岡禎丞
チャラ男の悪友。オタ子同様、眼鏡をかけた小柄な少年。映画研究部。シャイで引っ込み思案な性格。スポ男同様、あだ名はオタ子にちなんで名乗った。

### ギャル子の高校関係者

#### 生徒

##### ギャル子のクラス
クラスの生徒数は30名（男子14名、女子16名）、以下の紹介のほかにモブの生徒を含めて、BDの第2巻のスペシャルブックレットに全員が紹介されている。
肉子
声 - 木村珠莉
とても肉付きのいい体型の女子高生。女子フットサル部に所属。敵からは「音速の肉塊（ソニック・ミート）」とあだ名される。見た目に反して足が速く、運動神経抜群。母はロシア人。
アゲ美
声 - 石上静香
ギャル子の親友で同類のギャルの女子高生。金髪のロングヘアーに前髪を上げ左側に三つ編みをしているのが特徴。男子とのコミュニケーション範囲も広いが、彼氏は長続きしていない。
ヤバ菜
声 - 本渡楓
ギャル子の親友で同類のギャルの女子高生。金髪で前髪を結び、そばかすが特徴。アゲ美とは小学校からの付き合い。中学時代から付き合っている彼氏がおり、アゲ美から長く付き合うコツをよく聞かれる。
委員長（イインチョ）
声 - 諏訪彩花
ギャル子のクラスの委員長。眼鏡をかけ、カチューシャをつけたロングストレートヘアの女子高生。ギャル子を見たままの性格だと思っていたが、ギャル子が平和を訴える青少年論文大会を真剣に見ていたのを目撃してその考えを改める。生真面目な性格で時折キツイ発言をすることもあるが前述の柔軟な思考も併せ持っている為クラスで浮いている様子は無く、もしろそのまっすぐな姿勢を尊敬されている模様。
オカ子
声 - 飯田友子
オカルト関係全般を愛好する女子高生。バンドをやっている。長身で髪はボサボサ気味。猫背のために確認し辛いが巨乳らしい。メタ子と不思議ちゃんとバンドを組んでいる。
メタ子
声 - 加隈亜衣
オカ子のバンド仲間で、眼鏡をかけた女の子。デスメタル愛好者だが、本人の髪型や着こなしは大人しめである。
不思議ちゃん
声 - 久保ユリカ
オカ子のバンド仲間で、シニヨンヘアの女の子。天然ぶりはお嬢より上。
ボム男
声 - 古川慎
普段から目立たないギャル子のクラスメイト。釣り同好会所属だか、浜辺の漂着物を拾うのが趣味。一度、爆発した寝癖で登校しボム男とあだ名される。そのことを気にしていたが、ギャル子に寝癖を整えてもらって立ち直った。その時、ギャル子好みの髪型にされ、ギャル子が気になる様子。
王子
声 - 芳野由奈
ボーイッシュで長身の女子高生。バスケ部所属。腹筋が割れている。イインチョと絡むことが多い。
ハカセ
声 - 熊谷健太郎
クイズ研究会所属の秀才メガネ男子。勉強以外の知識も豊富。ノリがいいので聞けばいろいろと教えてくれる。
ネト郎
声 - 村田太志
クラスのオタク男子。映画研究部。ネットで仕入れた怪しい情報が好き。ボム男の名付け親。
ブド子
声 - 鈴木絵理
柔道部所属。代々武道の家系の娘。髪型はオールバックのロングヘア。
ノリ介
声 - 八代拓
チャラ男の知り合いで、ノリのいい性格の男子。実家は海苔屋。よく人を小馬鹿にしたように笑い、チャラ男に注意されている。
コン太
声 - 天﨑滉平
チャラ男の知り合いで、コンパクトな体格の男子。
フツ男
声 - 小林裕介
なんの特徴もない普通の男子。

##### 先輩
黒子、白子
ともに演劇部の3年生。黒子は学年屈指の秀才、脚本、演出担当。白子は演劇部部長。朗読の上手いギャル子に文化祭でのナレーションを依頼した。

#### 教師
アベセン
声 - 中村悠一
ギャル子たちのクラスの担任である現国教師。黒の短髪が特徴。劇中では本名を示唆する通称で呼ばれている数少ない人物。
他の本名の分かっている先生に男子体育担当の山路（ヤマセン）がいる。
デュクセン
声 - 山本格
日本史担当。デュクセンのあだ名は、髭の豊かさから「デューク（公爵）先生」と呼ばれていたのが縮まったもの。既婚者。かつては髭を生やしていなかったが、会う人にろくに顔を覚えてもらえず、髭を生やしてからは覚えてもらえるようになった。
保健医
声 - 櫻井浩美
養護教諭。ロングヘア（初出時はベリーショートだった）にロイド眼鏡をかけた女性。サバサバした性格で生徒からの評判はよい。年齢は30代の独身であり、もう「保健医の後輩でもいいかな」と思っている。
体育教師
声 - 東内マリ子
女子の体育を担当する女性。

### 他校の生徒
フジ美
声 - 牧野由依
前髪で目元が隠れた、長髪で長身の少女。BL好きの腐女子であり、通称の由来でもある。コーヒー店でメニューの注文が苦手。ギャル子も読んでいた好きなBL漫画は枡田はるかの『青冬』である。

### 小学生
クセ太
声 - 藤井ゆきよ
クセッ毛の少年。ギャル子とはプールで困っていた折に助けられた上に、自身をからかうツン乃から庇われたことからギャル子に好意を持つ。後に母方の田舎で再会を果たす。過保護な両親が嫌で、一人前の男として見てもらいたい（＝思春期）。
ツン乃
声 - 千本木彩花
クセ太のクラスメイトで、女子の中心的存在。金髪のツーサイドアップとそばかすが特徴。クセ太にちょっかいをかけるが本当は彼のことが好き。プールで出会ったギャル子（の爆乳）に対抗意識を抱いている。牛の乳搾りがセクシーだと思っており、その写真をクセ太に送っている。
キバ美
声 - 大西沙織
クセ太のクラスメイトで、ツン乃の腰巾着的な存在。歯が牙状（犬歯）になっているロングヘアの少女。ツン乃のクセ太への思いを察した上でクセ太の予定を調べてツン乃をプールに誘いクセ太を探し当てた。ツン乃の姉妹の「セクシーの定義が崩壊している」と述懐している。双子の弟がいる。

### それぞれの血縁者・関係者
ギャル子姉
声 - 日笠陽子
ギャル子のスタイルに影響を与えた大学生の姉。ギャル雑誌「GAL AGE」のモデル。顔はギャル子と瓜二つで、日焼けサロンで褐色肌にしている。ギャル子とは対照的に性経験が豊富で彼氏が居り、場所を気にせず卑猥な会話をする。姉妹仲は基本的に良好だが、互いの私物を勝手に使い合っており、時折揉めることがある。
オタ子兄
大学生。オタク。ギャル子姉とTVアニメ『彗皇のカリバーン』の聖地である舞台の神社で出会った。
カセイさん
お嬢の家の家政婦さん。右目の下に泣き黒子がある。部下にクノ＆イチというお嬢の身辺警護担当で、忍者検定1級の女子がいる。
チャラ男姉
声 - 中原麻衣
同人作家で独身。眼鏡をかけ、ウェーブがかった長髪を結んでいる。弟いじりが趣味。ギャル子姉とは昔からの友人。2人は友人の結婚式で店員さんと出会うが、お互いの弟、妹が付き合ってることは知らないようである。
チャラ男の後輩
声 - 巽悠衣子
チャラ男の彼女である中学生。左目の下に泣き黒子があり、眼鏡をかけ、ヘアピンで留めたショートヘアーが特徴。歌が上手い。下着売り場で店員をしている姉がいる。性交渉を持ちかけられたチャラ男を顔中引っ掻くなどヒステリックな面があるが、その非を認めたチャラ男側から謝罪が入ると丸くなるなど、いわゆるツンデレ気味な性格である。
クセ太のママ
声 - 葉山いくみ
34歳の専業主婦。義兄（クセ太の伯父）からは劇中で「スミちゃん」と呼ばれる。夫（声 - 佐原誠）とは小学校からの腐れ縁だったが、大学時代から付き合い始めて現在に至る。息子思いの良妻賢母であるが、クセ太は鬱陶しがっている。
クセ太の伯父
恐妻と3人の娘がいるため肩身が狭く、甥のクセ太に長話をしてしまうことがある。若いころは球児だったらしく、自分はガタイがいいとクセ太に言っている。
ツン乃の姉
金髪にカチューシャ、そばかすが特徴。セクシーの定義が妹と同じセンスで、ツン乃が牛の乳搾りをしている写真を撮影してクセ太に送っている。
店員さん
声 - 種﨑敦美
ギャル子の通う下着売り場の女性。巨乳。口元左下に黒子があり、眼鏡をかけている。実はチャラ男の彼女である後輩の姉。仕事熱心で休日は他の下着専門店をリサーチしている。
保健医の後輩
ギャル子の学校の保健医の後輩。隠れおっぱい党員。配達のバイトをしていて、ギャル子の家に配達に行った。
ギャル子母
ギャル子姉妹の母親。紺色の長髪と、両目を隠すように伸びた前髪が特徴。娘以上の爆乳。女子校出身で、料理が得意。学生時代のあだ名は「カゲバン（ギャル子姉いわく「影の番長」）」で、高校時代はゲーセンで「格闘ゲームの女帝」と呼ばれていた（その時の使用キャラは『お礼参りよ!』が口癖の袴ブーツ足技キャラ）など、昔はヤンチャしていたらしい。娘たちとは何らかの事情があって別居している。
ギャル子父
ギャル子姉妹の父親。眼鏡をかけている。妻同様、娘たちとは別居しており、久々に帰宅した際にはギャル子姉と酌を交わしていた。

## 用語
花園肛門科
ギャル子たちのバックに看板や広告がよく映り込んでいる。痔の日帰り手術ができるのが病院の自慢らしい。
彗皇のカリバーン
深夜放送のTVアニメ。迫力のある戦闘描写や実の姉弟での愛憎劇が話題となったロボット・アニメ。巫女姉が登場し、とある神社がファンの聖地として有名。ギャル子、オタ男、オタ子兄がファンである。始め、オタ男が話していたところ、クラス男子は「ロボットアニメ」と馬鹿にしていたが、ギャル子がその話に加わったことでその男子たちも見る気になった。
関ヶ原エイリアン
劇場映画。西暦1600年、関ヶ原の合戦中に巨大な円盤が着陸。イケメン俳優が戦国武将を演じたことや、エイリアンの正体が話題となった。
穴に落ちた男
劇場映画。村はずれの穴に落ちた男。その穴の周りが一夜にして観光地化、1週間後、男が助けられた夜、モグラ怪人が村を襲う。何かの賞を受賞している。
ネーキッド・イーティング
劇場映画。遭難した男女7人、食料に困り、不必要な人間から食料になろうと決め、各々自分の価値を語り出す。登場人物は政治家、教師、娼婦、料理人、記者、労働者、主婦。
あくおん！〜悪の女幹部の日常〜
組織が解体され無職となった元・悪の女幹部が、6畳一間のアパートで慣れない人間生活を始める連作シリーズ。
日刊パイニュース
おっぱいに関する様々な情報を配信するニュースアプリ。ギャル子のクラス男子にファンが多い。

## 書誌情報
- 鈴木健也『おしえて！ ギャル子ちゃん』KADOKAWA〈MFコミックス〉、既刊5巻（2018年7月23日現在）
  1. 2014年11月30日初版発行（2014年11月22日発売）、ISBN 978-4-04-067185-7
  2. 2015年6月30日初版発行（2015年6月23日発売）、ISBN 978-4-04-067684-5
  3. 2016年2月29日初版発行（同日発売）、ISBN 978-4-04-067912-9
  4. 2017年1月23日発売 ISBN 978-4-04-068712-4
    - OAD付き特装版 同日発売、ISBN 978-4-04-068713-1

  5. 2018年7月23日発売 ISBN 978-4-04-069752-9

## テレビアニメ
2016年1月より3月までTOKYO MX・BS11の『ULTRA SUPER ANIME TIME』枠内およびAT-Xで放映された。ナレーションは能登麻美子。
2017年1月23日発売のコミックス第4巻特装版にOVAが収録された。

### スタッフ
- 原作 - 鈴木健也
- 監督・シリーズ構成・絵コンテ - 川口敬一郎
- キャラクターデザイン・総作画監督 - 藤崎賢二
- プロップデザイン - 枡田邦彰
- 美術 - アトリエPlatz
- 美術監督 - 松本浩樹
- 美術設定 - 平間由香
- 色彩設計 - 田川沙里
- 撮影監督 - 小池里恵子
- 3D監督 - 高木翼
- 編集 - 平木大輔
- 音響監督 - 明田川仁
- 音楽 - 高橋諒
- 音楽制作 - ランティス
- 音楽プロデューサー - 伊藤善之
- プロデューサー - 田中翔、土方隆、吉江輝成、宇佐義大、礒谷徳知、佐藤裕士
- アニメーションプロデューサー - 上坂陽一郎、吉田啓祐
- アニメーション制作 - feel.
- 製作 - ギャル子ちゃん製作委員会（KADOKAWA・ランティス・グッドスマイルカンパニー・AT-X・feel.）

### 主題歌
「YPMA☆GIRLS」
ギャル子（和氣あず未）、オタ子（富田美憂）、お嬢（高橋未奈美）によるオープニングテーマ。作詞・作曲・編曲はZAQ。

### 各話リスト
| 話数   | サブタイトル                  | 演出           | 作画監督                              | 小エピソード |
| ------ | ----------------------------- | -------------- | ------------------------------------- | --- |
| 第1話  | ギャルな女の子って本当ですか? | 松下周平       | 藤崎賢二                              | 巨乳の人は乳輪も大きいって本当ですか?陰毛の濃さは眉毛を見ればわかるって本当ですか?若い女の子でもお尻に毛が生えるって本当ですか? |
| 第2話  | お嬢様って本当ですか?         | 関大           | 藤崎賢二                              | ナプキン派は処女、タンポン派は非処女って本当ですか?白いパンツは清楚、色柄パンツは遊んでるって本当ですか? |
| 第3話  | オタクな女の子って本当ですか? | 関大           | 藤崎賢二                              | 褐色肌のギャルでも乳首の色はピンクって本当ですか? |
| 第4話  | 声が出ちゃうって本当ですか?   | 新田義方       | 藤崎賢二                              | 女の子は手の大きさをケッコウ気にしてるって本当ですか?やっぱり巨乳の人は乳輪も大きいって本当ですか? |
| 第5話  | おねーちゃんって本当ですか?   | 岡村正弘       | 立田眞一                              | オッパイの大きさと頭の良さは反比例するって本当ですか? |
| 第6話  | 下着はハズいって本当ですか?   | 岡村正弘       | 高原修司                              | クチビルの色や形はその人の性器をあらわしているって本当ですか? |
| 第7話  | プールと少年って本当ですか?   | 岡村正弘       | 袴田裕二                              | すっごく大きなオッパイは水に浮いちゃうって本当ですか? |
| 第8話  | ヒドい寝ぐせって本当ですか?   | 岡村正弘       | 立田眞一                              | オッパイは単純なサイズよりトップとアンダーの差が大事って本当ですか? |
| 第9話  | 穴がコワいって本当ですか?     | ふじいたかふみ | 立田眞一 高原修司                     | |
| 第10話 | 朝帰り登校って本当ですか?     | ふじいたかふみ | 立田眞一 高原修司                     | |
| 第11話 | お尻は文明って本当ですか?     | ふじいたかふみ | 立田眞一 高原修司                     | 誰もいない授業中の廊下は非日常なコトが起こるって本当ですか? |
| 第12話 | 一生の友達って本当ですか?     | ふじいたかふみ | 立田眞一 高原修司                     | 高校の時の友達は一生の友達になるって本当ですか? |
| OAD    | 夏休みって本当ですか?         | ふじいたかふみ | 立田眞一 鈴木春香 清水直樹 黒川あゆみ | 女の子はデリケートなあの穴の奥のヨゴレにも敏感だって本当ですか?メガネ同士でキスをするとメガネがぶつかってジャマになるって本当ですか?布面積が少ない過激な下着ほど、むしろ値段が高い傾向にあるって本当ですか?夏休みには一生忘れない大切な思い出ができるって本当ですか? |

### 放送局
| 放送期間                | 放送時間                     | 放送局   | 対象地域 | 備考                                                   |
| ----------------------- | ---------------------------- | -------- | -------- | ------------------------------------------------------ |
| 2016年1月8日 - 3月25日  | 金曜 22:30 - 22:40           | AT-X     | 日本全域 | 製作委員会参加 / リピート放送あり                      |
|                         | 金曜 23:00 - 23:30           | TOKYO MX | 東京都   | 『ULTRA SUPER ANIME TIME』枠内（1枠目）                |
| 2016年1月11日 - 3月28日 | 月曜 1:00 - 1:30（日曜深夜） | BS11     | 日本全域 | 『ANIME+』枠 / 『ULTRA SUPER ANIME TIME』枠内（1枠目） |

| 配信開始日    | 配信時間                     | 配信サイト         | 備考                                    |
| ------------- | ---------------------------- | ------------------ | --------------------------------------- |
| 2016年1月12日 | 火曜 0:00 - 0:30（月曜深夜） | ニコニコ生放送     | 『ULTRA SUPER ANIME TIME』枠内（1枠目） |
| 2016年1月25日 | 月曜 0:00（日曜深夜） 更新   | GYAO!              |                                         |
|               | 月曜 12:00 更新              | バンダイチャンネル |                                         |
|               | 月曜 23:30 更新              | ニコニコチャンネル |                                         |

### BD
| 巻 | 発売日        | 収録話         | 規格品番   |
| -- | ------------- | -------------- | ---------- |
| 1  | 2016年4月27日 | 第1話 - 第6話  | ZMXZ-10573 |
| 2  | 2016年5月25日 | 第7話 - 第12話 | ZMXZ-10574 |

### Webラジオ
『きかせて! ギャル子ちゃん』のタイトルで、2016年1月11日（第0回）から4月4日までHiBiKi Radio Stationにて配信された。毎週月曜日更新。パーソナリティは和氣あず未（ギャル子 役）、富田美憂（オタ子 役）、高橋未奈美（お嬢 役）。